# 12310 Londontario
12310 Londontario (1992 DE4) là một tiểu hành tinh vành đai chính được phát hiện ngày 29 tháng 2 năm 1992 bởi Spacewatch ở Kitt Peak. Nó được đặt theo tên thành phố London, Ontario, Canada.